# Associazione Calcio Trento 1983-1984
Questa voce raccoglie le informazioni riguardanti l'Associazione Calcio Trento nelle competizioni ufficiali della stagione 1983-1984.

## Rosa
| N. |                   | Ruolo | Calciatore             |
| -- | ----------------- | ----- | ---------------------- |
|    | Italia (bandiera) |       | Bevilacqua             |
|    | Italia (bandiera) | D     | Marco Billia           |
|    | Italia (bandiera) | P     | Claudio Bressan        |
|    | Italia (bandiera) | D     | Gennaro Calabrese      |
|    | Italia (bandiera) | C     | Germano Carnevale (II) |
|    | Italia (bandiera) | D     | Matteo Colucci         |
|    | Italia (bandiera) | A     | Sergio D'Agostino      |
|    | Italia (bandiera) | D     | Walter Dal Dosso       |
|    | Italia (bandiera) | A     | Claudio Di Prete       |
|    | Italia (bandiera) | A     | Giorgio Eritreo        |
|    | Italia (bandiera) | C     | Giancarlo Favarin      |
|    | Italia (bandiera) | C     | Marco Fraschini        |
|    | Italia (bandiera) |       | Fruet                  |
|    | Italia (bandiera) | D     | Livio Gardiman         |
|    | Italia (bandiera) | D     | Ezio Glerean           |

| N. |                   | Ruolo | Calciatore            |
| -- | ----------------- | ----- | --------------------- |
|    | Italia (bandiera) | D     | Costantino Idini      |
|    | Italia (bandiera) | A     | Salvatore Lo Manno    |
|    | Italia (bandiera) | P     | Roberto Marconcini    |
|    | Italia (bandiera) | D     | Pierluigi Massimi     |
|    | Italia (bandiera) | A     | Walter Mario Minietti |
|    | Italia (bandiera) | C     | Odilio Moro           |
|    | Italia (bandiera) | C     | Andrea Pallanch       |
|    | Italia (bandiera) | P     | Carlo Riccetelli      |
|    | Italia (bandiera) | C     | Luigi Rocca           |
|    | Italia (bandiera) | C     | Carlo Sartori         |
|    | Italia (bandiera) | A     | Giorgio Telch         |
|    | Italia (bandiera) |       | Torri                 |
|    | Italia (bandiera) | D     | Walter Vio            |
|    | Italia (bandiera) | D     | Christian Wachtler    |
|    | Italia (bandiera) | A     | Severino Zanotti      |

## Risultati

### Campionato

#### Girone di andata
| 18 settembre 1983 1ª giornata | SPAL | 2 – 1 | Trento |  |

| 25 settembre 1983 2ª giornata | Trento | 0 – 1 | Lanerossi Vicenza |  |

| 2 ottobre 1983 3ª giornata | Parma | 1 – 0 | Trento |  |

| 9 ottobre 1983 4ª giornata | Trento | 0 – 2 | Modena |  |

| 16 ottobre 1983 5ª giornata | Ancona | 2 – 1 | Trento |  |

| 23 ottobre 1983 6ª giornata | Trento | 0 – 0 | Fanfulla |  |

| 30 ottobre 1983 7ª giornata | Fano | 1 – 0 | Trento |  |

| 6 novembre 1983 8ª giornata | Trento | 0 – 0 | Treviso |  |

| 13 novembre 1983 9ª giornata | Sanremese | 1 – 1 | Trento |  |

| 20 novembre 1983 10ª giornata | Trento | 1 – 2 | Reggiana |  |

| 27 novembre 1983 11ª giornata | Legnano | 2 – 1 | Trento |  |

| 4 dicembre 1983 12ª giornata | Trento | 0 – 0 | Carrarese |  |

| 11 dicembre 1983 13ª giornata | Rimini | 2 – 1 | Trento |  |

| 18 dicembre 1983 14ª giornata | Trento | 1 – 3 | Brescia |  |

| 8 gennaio 1984 15ª giornata | Prato | 2 – 1 | Trento |  |

| 15 gennaio 1984 16ª giornata | Rondinella Marzocco | 2 – 1 | Trento |  |

| 22 gennaio 1984 17ª giornata | Trento | 0 – 0 | Bologna |  |

#### Girone di ritorno
| 29 gennaio 1984 18ª giornata | Trento | 1 – 3 | SPAL |  |

| 5 febbraio 1984 19ª giornata | Lanerossi Vicenza | 1 – 0 | Trento |  |

| 12 febbraio 1984 20ª giornata | Trento | 1 – 1 | Parma |  |

| 19 febbraio 1984 21ª giornata | Modena | 3 – 0 | Trento |  |

| 26 febbraio 1984 22ª giornata | Trento | 1 – 0 | Ancona |  |

| 4 marzo 1984 23ª giornata | Fanfulla | 1 – 1 | Trento |  |

| 11 marzo 1984 24ª giornata | Trento | 1 – 2 | Fano |  |

| 18 marzo 1984 25ª giornata | Treviso | 2 – 1 | Trento |  |

| 1º aprile 1984 26ª giornata | Trento | 2 – 3 | Sanremese |  |

| 8 aprile 1984 27ª giornata | Reggiana | 3 – 0 | Trento |  |

| 15 aprile 1984 28ª giornata | Trento | 0 – 0 | Legnano |  |

| 29 aprile 1984 29ª giornata | Carrarese | 3 – 1 | Trento |  |

| 6 maggio 1984 30ª giornata | Trento | 0 – 0 | Rimini |  |

| 13 maggio 1984 31ª giornata | Brescia | 3 – 1 | Trento |  |

| 20 maggio 1984 32ª giornata | Trento | 1 – 1 | Prato |  |

| 27 maggio 1984 33ª giornata | Trento | 1 – 2 | Rondinella Marzocco |  |

| 3 giugno 1984 34ª giornata | Bologna | 1 – 0 | Trento |  |